# Focal reducer and low dispersion spectrograph
Pour les articles homonymes, voir FORS.
FORS (focal reducer and low dispersion spectrograph) est le nom de deux spectro-imageurs de l'Observatoire européen austral.
Le premier, FORS 1, a été installé en 1998 au foyer Cassegrain de l'UT2 du Très Grand Télescope (VLT) jusqu'à son retrait d'opération en 2009 pour faire place à X-Shooter. FORS 2 est lui installé au foyer Cassegrain de l'UT1 et est toujours en service.
Ces instruments ont de multiples modes de fonctionnement, incluant spectrographe multi-objet et fente longue.